# Château de Saint-Pierre-du-Mont
Le manoir de Saint-Pierre-du-Mont est une ancienne demeure fortifiée, du XVIe siècle, qui se dresse sur le territoire de la commune française de Saint-Pierre-du-Mont dans le département du Calvados, en région Normandie. L'édifice est partiellement inscrit au titre des monuments historiques.

## Localisation
Le manoir est situé à 240 mètres au sud-ouest de l'église Saint-Pierre de Saint-Pierre-du-Mont, en bordure de la route départementale 514, dans le département français du Calvados.

## Historique
Le manoir de Saint-Pierre date au moins de la fin de la Renaissance. Deux dates nous sont parvenues : la première, 1600, gravée sur le linteau d'une ancienne porte du mur d'enceinte ; la seconde, 1617, gravée sur une des lucarnes du logis avec les initiales de François du Mesnil et de sa femme Suzanne de Grosourdy. À la fin du XVIIIe siècle il passe par mariage à la famille de Frotté, puis entre les mains de plusieurs familles nobles : les de Beaurepaire, les du Mesnil de Saint Paul, les de Saint-Hilaire, et les Béchevel.
En juin 1944, le château situé à 600 m de la pointe du Hoc, eut à subir des dégâts important. La propriété enregistra 212 impacts de bombes.
La famille Beck, au lendemain de la guerre, devenu propriétaire, entreprit d'importants travaux de restauration.

## Description
On accède au manoir par un porche, avec porte charretière et porte piétonne, orné de trois boules en pierre au sommet chacune d'un pilastre. Le manoir est clos en partie par un mur d'enceinte. Une fois pénétré dans la cour, à droite du porche, se dresse une tourelle ronde, accolée au mur, servant à défendre le domaine, grâce à quelques ouvertures de tir. Sa partie sommitale est construite en encorbellement et servait de pigeonnier.
Le logis seigneurial se présente sous un plan rectangulaire avec une haute façade construite en pierre calcaire dans le style Renaissance. Ses combles s'éclairent par trois lucarnes surmontées d'un fronton sculpté triangulaire. Le logis est flanqué à droite d'une tour carrée de quatre étages. Au-dessus de la porte principale et entre les deux fenêtres est gravé un cadran solaire.
Des bâtiments agricoles qui entouraient le logis, il ne subsiste guère que les restes d'un pressoir et d'une boulangerie avec son four à pain du XVIe siècle, ainsi qu'une ancienne chapelle. Les étables, les écuries, les caves et remises ont disparu.

## Protection
Les façades sont inscrites au titre des monuments historiques par arrêté du 15 juin 1927.